# Przedsiębiorstwo użyteczności publicznej
Przedsiębiorstwo użyteczności publicznej – podmiot, którego główną funkcją jest bieżące i nieprzerwane zaspokajanie zbiorowych potrzeb obywateli poprzez wytwarzanie lub świadczenie usług publicznych rozumianych jako usługi ogólnospołeczne, niematerialne, nieadresowane, kierowane do ogółu społeczeństwa lub dużej zbiorowości.
Przedsiębiorstwa użyteczności publicznej mają zwykle cechy monopolu naturalnego.

## Opis
Zdefiniowanie przedsiębiorstwa użyteczności publicznej wiąże się z istotą dóbr i usług publicznych.
W teorii ekonomii dobra i usługi prywatne (inaczej rynkowe) to takie, które są podzielne i każda ich część może być odrębnie sprzedawana na rynku poszczególnym osobom bez żadnego wpływu na konsumpcję pozostałych osób i mogą być efektywnie dostarczane przez rynek. Natomiast dobra i usługi publiczne przynoszą korzyści zewnętrzne w postaci niepodzielnej konsumpcji dostępnej dla więcej niż jednej osoby i często wymagają zbiorowego działania. Dobro prywatne: moja konsumpcja dobra prywatnego wyklucza twoją, a ja jedząc chleb, mogę uniemożliwić tobie jedzenie mojego chleba. Dobro publiczne to takie, o które nie trzeba rywalizować, ani nie można nikogo wykluczyć z konsumpcji”.
Z istoty dóbr i usług publicznych wynika, iż każdy członek społeczeństwa ma dostęp do dobra publicznego i nie jest to uzależnione od osiąganych dochodów, podczas gdy dobra prywatne charakteryzuje zasada rywalizacji oraz możliwość wykluczenia z konsumpcji.
Przestrzeń pomiędzy dobrami publicznymi i prywatnymi wypełniają mieszane i społeczne dobra publiczne, które charakteryzują się różnym natężeniem konkurencyjności i wyłączalności.
W przytoczonym rozumieniu takie dobro jak usługa transport publiczny nie jest dobrem publicznymi, lecz dobrem prywatnym pochodzącym w wielu przypadkach ze źródeł publicznych. W białej księdze UE nt. usług użyteczności publicznej zauważono trafnie, iż: Termin usług publicznych jest mniej precyzyjny. Termin ten czasami odnosi się do faktu, iż dana usługa jest świadczona na rzecz ogółu społeczeństwa, czasami podkreśla, iż danej usłudze przypisano określoną rolę w interesie publicznym, a czasem odnosi się do rodzaju własności i statusu podmiotu świadczącego daną usługę.
Oferowanie dóbr wymaga zorganizowania działania ludzi. Można zatem wyróżnić organizacje które oferują dobra prywatne (np. przedsiębiorstwa) oraz organizacje oferujące dobra i usługi użyteczności publicznej, tj. przedsiębiorstwa użyteczności publicznej.
Przedsiębiorstwo użyteczności publicznej mają głównie na celu zaspokajanie potrzeb ludności przez wytwarzanie lub świadczenie usług i dóbr w zakresie:
- inżynierii sanitarnej (wodociągi, kanalizacja, oczyszczanie),
- komunikacji miejskiej,
- zaopatrzenia w energię elektryczną, gazową i cieplną,
- zarządu państwowymi zasobami lokalowymi,
- zarządu państwowymi terenami zielonymi,
- zarządu uzdrowiskami,
- bankowości
- ubezpieczeń
- usług pogrzebowych i utrzymania urządzeń cmentarnych,
- usług kulturalnych,
- usług medycznych,
- edukacji.